# Joseph Mathy
Pour les articles homonymes, voir Mathy.
Joseph Mathy, né le 8 juillet 1944 à Lüben et mort le 25 août 1969 à Enghien, est un coureur cycliste belge. Professionnel d'octobre 1963 à 1969, il a remporté le Grand Prix de Denain en 1969. Il est mort dans un accident de la route, à 25 ans, à son retour d'un critérium disputé à Zingem.
Son frère Gérard et son neveu Philippe ont également été coureurs cyclistes, le premier chez les professionnels et le second chez les amateurs.

## Palmarès

### Palmarès amateur
- 1962
  - Grand Prix François-Faber
  - Bruxelles-Bever
  - 3e du championnat de Belgique de poursuite amateurs
- 1963
  - Gand-Wevelgem amateurs
  - Bruxelles-Oetingen
  - 2e de Bruxelles-Evere
  - 3e de Bruxelles-Opwijk

### Palmarès professionnel
- 1965
  - 2e de la Nokere Koerse
  - 2e du Circuit Mandel-Lys-Escaut
  - 3e du Tour des Flandres B
- 1966
  - Circuit de Flandre orientale
  - 4e étape du Tour de Luxembourg
  - Grand Prix Flandria
- 1967
  - Circuit de Flandre centrale
  - 2e du Circuit des Trois Provinces (Avelgem)
  - 3e du Grand Prix de l'Escaut
- 1968
  - Circuit des monts du sud-ouest
- 1969
  - Grand Prix de Denain
  - 2e étape secteur a des Quatre Jours de Dunkerque
  - Circuit du Port de Dunkerque
  - 3e du Circuit des Ardennes flamandes - Ichtegem

## Résultats sur les grands tours

### Tour de France
1 participation
- 1966 : abandon (11e étape)